# 1169
Високе Середньовіччя •  Золота доба ісламу •  Реконкіста •  Хрестові походи •  Київська Русь

## Геополітична ситуація
Візантію очолює Мануїл I Комнін (до 1180). Фрідріх Барбаросса є імператором Священної Римської імперії (до 1190), Людовик VII Молодий королює у Франції (до 1180).
Апеннінський півострів розділений: північ належить Священній Римській імперії, середню частину займає Папська область, більша частина півдня належить Сицилійському королівству. Деякі міста півночі: Венеція, Піза, Генуя тощо, мають статус міст-республік, частина з яких об'єднана Ломбардською лігою.
Південь Піренейського півострова в руках у маврів. Північну частину півострова займають християнські Кастилія, Леон (Астурія, Галісія), Наварра та Арагонське королівство (Арагон, Барселона). Королем Англії є Генріх II Плантагенет (до 1189), королем Данії — Вальдемар I Великий (до 1182).
У Києві почав княжити Гліб Юрійович (до 1170). Ярослав Осмомисл княжить у Галичі (до 1187), Святослав Всеволодович у Чернігові (до 1177), Андрій Боголюбський у Володимирі-на-Клязмі (до 1174). Новгородська республіка та Володимиро-Суздальське князівство фактично відокремилися від Русі. У Польщі період роздробленості. На чолі королівства Угорщина стоїть Іштван III (до 1172).
На Близькому сході існують держави хрестоносців: Єрусалимське королівство, Антіохійське князівство, Триполійське графство. Сельджуки окупували Персію та Малу Азію, в Єгипті владу утримують Фатіміди, у Магрибі Альмохади, у Середній Азії правлять Караханіди та Каракитаї. Газневіди втримують частину Індії. У Китаї співіснують держава ханців, де править династія Сун, держава чжурчженів, де править династія Цзінь, та держава тангутів Західна Ся. На півдні Індії домінує Чола. В Японії триває період Хей'ан.

## Події
- Відбулося розорення Києва коаліцією східних князів на чолі з Андрієм Боголюбським, князем Володимиро-Суздальским[1].
  - У нападі на Київ взяли участь крім володимиро-суздальських, муромські, смоленські, полоцькі, чернігівські та дорогобузькі князі та половці.
  - Кияни вперше в історії зі зброєю в руках захищали місто, а не просто погодилися на зміну князя. Як наслідок, місто Андрій Боголюбський взяв місто «на щит» — грабування продовжувалося три дні.
  - Великий князь Київський Мстислав Ізяславич утік на Волинь, де почав збирати війська.
  - Андрій Боголюбський не залишився в Києві, а посадив у ньому свого брата Гліба Юрійовича, який не став іменувати себе Великим князем.
- Напад половців на Полонне і Сімоч.
- На горі Афон засновано монастир святого Пантелеймона.
- Імператор Фрідріх Барбаросса коронував свого сина Генріха римським королем.
- Розпочалося англо-нормандське вторгнення в Ірландію.
- Король Португалії Альфонс І Великий потрапив у полон до військ Леону.
- На Сицилії стався сильний землетрус, що призвів до 15 тис. жертв.
- Послані правителем Дамаска Нур ад-Діном війська на чолі з Ширкухом змусили короля Єрусалиму Аморі I відступити від Каїра. Салах ад-Дін вбив каїрського візира Шавара, а після смерті дядька Ширкуха сам став візиром, після чого придушив у місті бунт африканських найманців.

## Виноски
1. ↑  litopys.org.ua. Архів оригіналу за 12 червня 2018. Процитовано 10 квітня 2005.